# Emily Deschanel
Emily Erin Deschanel ([deɪʃə'nɛl]; født 11. oktober 1976 i Los Angeles, Californien, USA) er en amerikansk skuespiller og Tv-producent, bedst kendt for at spille Dr. Temperance "Bones" Brennan i tv-serien Bones.

## Tidlige liv
Deschanel blev født i Los Angeles, Californien, som datter af den Oscar-nomineret filmfotograf og instruktør Caleb Deschanel og skuespiller Mary Jo Deschanel (født Weir). Hendes mor er irsk amerikansk og hendes bedstefar var fransk. Hun har en lillesøster: skuespiller, sangskriver og musiker Zooey Deschanel.

## Karriere
Deschanel gjorde sin spillefilmsdebut i 1994 i filmen It Could Happen to You. Hendes næste store rolle var i Stephen King's Rose Red i 2002. Herefter dukkede hun op i Cold Mountain, The Alamo og Glory Road, og blev kåret som en af "six actresses to watch" af Interview Magazine i 2004.
Efter hendes rolle i 2005's Boogeyman, landede Deschanel rollen som Dr. Temperance Brennan på Fox's Bones, en serie baseret på heltinden i den retsmedicinske antropolog Kathy Reichs autobiografiske romaner. Hun har spillet denne rolle i Bones i 12 sæsoner. For sin præstation modtog hun en 2006 Satellite Award nominering, en 2007 Teen Choice Award nominering, og i 2009 Emmy Award vinder, og har fungeret som co-producer siden begyndelsen af seriens tredje sæson.

## Personlige liv
Deschanel er en veganer og en engageret fortaler for dyrs rettigheder. Hun er medlem af PETA. Hun kan ses i en Access Hollywood video ved bogen lanceringen af Karen Dawn's Thanking the Monkey: Rethinking the Way We Treat Animals, diskuterer, hvordan vegetariske og veganske kost hjælpe miljøet, og en video på hjemmesiden for bogens taler hun om betydningen af dyrenes rettigheder.  Hun har afgangseksamen fra Boston University's Professional Actors Training Program med en Bachelor of Fine Arts i Theater.
Deschanel blev den 25 September, 2010, gift med skuespiller David Hornsby, ved en privat cermony i Pacific Palisades ved Los Angeles. Den 21 September, 2011, fødte Deschanel parrets første barn, Henry Lamar Hornsby. Deschanel oplyste den 5 December, 2014, at hun er gravid med parrets andet barn. 
Deschanel har et godt og tæt forhold til sin Bones co-star David Boreanaz. De er kendt for deres overvældende kemi, og gode og tætte forhold til hinanden, igennem Bones'  nuværende 10 sæsoner.  
Hun er også bedste veninder med sin Bones co-star  Michaela Conlin, som i Bones også spiller hendes bedste veninde. 

## Filmografi

### Film
| År   | Film                   | Rolle                       | Andre noter |
| ---- | ---------------------- | --------------------------- | ----------- |
| 1994 | It Could Happen to You | Malingkastende pelsaktivist |             |
| 2000 | It's a Shame About Ray | Maggie                      |             |
| 2001 | The Heart Department   | Maude Allyn                 | TV Film     |
| 2003 | Cold Mountain          | Mrs. Morgan                 |             |
| 2003 | Easy                   | Laura                       |             |
| 2004 | Old Tricks             | Kvinde                      |             |
| 2004 | Spider-Man 2           | Receptionist                |             |
| 2004 | The Alamo              | Rosanna Travis              |             |
| 2005 | Boogeyman              | Kate Houghton               |             |
| 2005 | Mute                   | Claire                      |             |
| 2005 | That Night             | Annie                       |             |
| 2006 | Glory Road             | Mary Haskins                |             |
| 2009 | My Sister's Keeper     | Dr. Farquad                 |             |
| 2011 | The Perfect Family     | Shannon Cleary              |             |

### Tv-serier
| År        | Show                              | Rolle                  | Andre noter                                                                                  |
| --------- | --------------------------------- | ---------------------- | -------------------------------------------------------------------------------------------- |
| 2002      | Law & Order: Special Victims Unit | Cassie Germaine        | Sæson 3, Episode 17                                                                          |
| 2002      | Rose Red                          | Pam Asbury             | Stephen King's Rose Red                                                                      |
| 2003      | The Dane Show                     | Sam                    |                                                                                              |
| 2005-2017 | Bones                             | Dr. Temperance Brennan | co-producent, siden Sæson 3 med David Boreanaz, Producer sammen David Boreanaz siden Sæson 4 |